# Летни олимпийски игри 1972
Двадесетите летни олимпийски игри се провеждат в Мюнхен, Германия от 26 август до 11 септември 1972 г.
Това са вторите летни олимпийски игри, проведени в Германия, след така наречената „нацистка олимпиада“ през 1936. На игрите в Мюнхен германците желаят да представят страната си в демократична и оптимистична светлина (по думите на вътрешния министър Паул Люке „възможност за младата Германия да покаже на света, че народът е живеещ в мир и демократичен“). Игрите са наречени неслучайно „щастливите игри“.
Олимпиадата е белязана от мюнхенския атентат. Въпреки терористичния акт, игрите са прекъснати само за 34 часа. Президентът на Международния олимпийски комитет (МОК) Ейвъри Бръндидж става известен с речта си, в която казва „Игрите трябва да продължат“.  След Мюнхенското клане седемкратният олимпийски шампион от Игрите по плуване Марк Шпиц напуска Мюнхен и се прибира в САЩ с цел осигуряване на неговата сигурност, понеже изповядва юдаизъм. Египетският отбор също напуска Мюнхен.
Игрите в Мюнхен подобряват рекорда за най-много участници – участват 7134 участника (1059 жени и 6075 мъже) от 121 национални олимпийски комитета. В Мюнхен в програмата на игрите дебютира хандбалът в зала. Германката Лизелот Линзенхоф става първата жена, спечелила олимпийска титла в конния спорт. Стрелбата с лък се завръща в програмата след 52-годишно прекъсване.
Олимпиадата е наблюдавана от почти един милиард души по телевизията, което е рекорд за телевизионно предаване дотогава. За осъществяването на предаването са използвани четири сателита, а програмата е с дължина близо 1200 часа (75 денонощия при 16-дневна олимпиада). Отразяването на Игрите струва на 100 милиона германски марки. Възможно е телевизионното предаване на 13 различни състезания и 60 различни коментатора. По западногерманската телевизия са излъчени 230 часа от Игрите (над 14 часа дневно). Следва телевизията на ГДР с 225 и Би Би Си със 170.
Състезания се провеждат в Мюнхен, Аугсбург, Гьопинген и Кил.
Американският плувец Марк Шпиц печели седем златни медала и поставя седем световни рекорда. Медийна звезда на Олимпиадата е съветската гимнастичка Олга Корбут.
За пръв път на олимпиада има клетва на съдиите.
За първи път САЩ губи златото в баскетбола, а финалът на баскетболния турнир между САЩ и СССР се превръща в най-голямото зрелище на Олимпиадата.
Това са първите олимпийски игри, в които участват отделни отбори на Федерална република Германия и Германската демократична република. Според анализ на „Ди Цайт“ в този момент западногерманците са приели разделението на страните.
Половината от разходите за организирането на Олимпиадата са платени от германското федерално правителство, а провинция Бавария и град Мюнхен покриват по една четвърт от тях. За олимпийските игри за построени и модернизирани над 60 обекта, сред които са олимпийското село, стадион, многофункционален спортен център, спортен комплекс, басейн, колодрум и пресцентър.

## Кандидатури
Другите градове, кандидатирали се за домакини, са Детройт, Мадрид и Монреал. Монреал предлага безплатни нощувки и храна за всички атлети. Кандидатурата на Детройт е осмата на града и включва гаранция за оборот от 10 млн. щатски долара от телевизионни предавания. Мюнхен печели на конгрес на МОК в Рим с мотото да покаже „човешкото лице“ на игрите с 31 гласа във втория кръг срещу по 15 за Монреал и Мадрид въпреки съпротивата от Съветския съюз и Източния блок.

## Откриване
Олимпиадата е открита на 26 август 1972 г. (събота) в 16:36 ч. местно време, в построения за Игрите мюнхенски олимпийски стадион, от бундеспрезидента на Германия Густав Хайнеман пред 80 хил. зрители на трибуните. Откриването е проследено от около 900 милиона души в 90 държави по телевизията и радиото. След като отборите излизат на стадиона, 3200 мюнхенски ученици изпяват „Поздрав на младежта“ (на немски: Gruß der Jugend) на Карл Орф. Ръководителят на организационния комитет Вили Дауме приветства гостите от цял свят, а напускащият президент на МОК Ейвъри Бръндидж благодари на организаторите на усилията им и пожелава на спортистите да постигнат честно успехи, които да ги изпълнят с гордост.

## Важни моменти
- За пръв път на олимпиада е въведен олимпийски талисман. Той представлява дакел, наречен Валди.
- Съветската гимнастичка Олга Корбут печели 3 златни медала и става световноизвестна.
- Руснакът Валери Борзов печели състезанията на 100 и 200 метра гладко бягане.
- При награждаването на 400 метра гладко бягане двамата афроамериканци заели първо и второ място си говорят и се шегуват по време на американския химн. Двамата атлети са наказани от МОК с доживотна забрана за участие на олимпиада.
- Австралийската състезателка по плуване Шейн Гоулд печели три златни медала, един сребърен и един бронзов. По това време тя е на 15 години.
- Хандбалът и стрелбата с лък се завръщат като олимпийски спортове след дълга пауза.
- Американецът Дан Гебъл печели титлата в борбата без да позволи съперниците му да отбележат точка срещу него.
- Вим Руска става първият джудист спечелил 2 златни медала.
- Полша побеждава Унгария с 2 – 1 на финала на футболния турнир.
- Спортът рафтинг прави своя дебют. Той е част от програмата по кану-каяк.
- Американецът Марк Шпиц печели 7 златни медала по плуване.

## Медали
| Витрина |           |       |        |       |      |
| Място   | Държава   | Злато | Сребро | Бронз | Общо |
| 1       | СССР      | 50    | 27     | 22    | 99   |
| 2       | САЩ       | 33    | 31     | 30    | 94   |
| 3       | ГДР       | 20    | 23     | 23    | 66   |
| 4       | Германия  | 13    | 11     | 16    | 40   |
| 5       | Япония    | 13    | 8      | 8     | 29   |
| 6       | Австралия | 8     | 7      | 2     | 17   |
| 7       | Полша     | 7     | 5      | 9     | 21   |
| 8       | Унгария   | 6     | 13     | 16    | 35   |
| 9       | България  | 6     | 10     | 5     | 21   |
| 10      | Италия    | 5     | 3      | 10    | 18   |

## България на олимпийските игри
България записва едно от най-добрите си участия. Това е олимпиадата, на която изгрява силата на българските щанги.
Българските спортисти се състезават в 15 спорта и печелят 6 златни медала – боксьорът Георги Костадинов, щангистите Нораир Нурикян, Йордан Биков и Андон Николов, борците Петър Киров и Георги Мърков. Вицешампиони са борците Огнян Николов, Осман Дуралиев, Стоян Апостолов и Александър Томов, щангистите Младен Кучев, Атанас Шопов и Александър Крайчев, боксьорът Ангел Ангелов, лекоатлетките Диана Йоргова и Йорданка Благоева. Бронзови медалисти са борците Стефан Ангелов и Иван Кръстев Турлаков, лекоатлетите Иванка Христова и Василка Стоева, двойката кануисти Иван Бурчин и Федя Дамянов. 

## Олимпийски спортове
| - Лека атлетика (детайли) - Баскетбол (детайли) - Бокс (детайли) - Кану-каяк (детайли) - Стрелба с лък (детайли) - Колоездене (детайли) - Скокове във вода (детайли) - Конен спорт (детайли) - Волейбол (детайли) - Фехтовка (детайли) - Футбол (детайли) - Гимнастика (детайли) |  | - Джудо (детайли) - Хокей на трева (детайли) - Модерен петобой (детайли) - Академично гребане (детайли) - Ветроходство (детайли) - Спортна стрелба (детайли) - Плуване (детайли) - Водна топка (детайли) - Вдигане на тежести (детайли) - Борба (детайли) - Хандбал (детайли) |

### Демонстративни спортове
- Бадминтон
- Водни ски